# Lista monumentelor naturii de tip hidrologic din Republica Moldova
Ariile protejate din Republica Moldova sunt categorisite în mai multe tipuri, unul din care este monumente naturale. Acestea, la rândul lor, se împart în geologice sau paleontologice, hidrologice și botanice.
Lista dată conține cele 31 de monumentele naturii de tip hidrologic, conform Legii nr. 1538 din 25.02.1998 privind fondul ariilor naturale protejate de stat.
| Denumire                                         | Raion | Amplasare | Proprietar                                 | Suprafață       | Coordonate                                      | Imagine        |
| ------------------------------------------------ | ----- | --- | ------------------------------------------ | --------------- | ----------------------------------------------- | -------------- |
| Izvorul din satul Bursuc                         | FR    | satul Bursuc, în râpa de lângă pod                                                                                   | Primăria comunei Japca                     | 1,5 sau 0,08 ha | 47°58′15″N 28°44′19″E / 47.970822°N 28.738746°E |                |
| Izvorul din satul Ocnița                         | CC    | satul Ocnița | Întreprinderea Agricolă „Rassvet”          | 1 ha            | 48°08′05″N 28°38′48″E / 48.134666°N 28.646657°E |                |
| Izvorul de apă minerală din comuna Hîrjauca      | CL    | marginea de vest a satului Mîndra din comuna Hîrjauca, în partea de jos a vâlcelei „Hîrtop” de pe malul râului Ichel | Sanatoriul „Codru”                         | 1,5 sau 0,06 ha | 47°19′13″N 28°15′29″E / 47.320396°N 28.257992°E |                |
| Izvoarele nr. 1 și nr. 2 din satul Nișcani       | CL    | pe un deal din preajma satului Nișcani și în satul propriu-zis                                                       | Primăria satului Nișcani                   | 1 sau 0,6 ha    | 47°16′27″N 28°20′40″E / 47.274274°N 28.344571°E | vezi mai multe |
| Izvorul lui Ștefan cel Mare                      | CL    | la sud-est de satul Vălcineț                                                                                         | Primăria satului Vălcineț                  | 0,5 sau 0,72 ha | 47°15′16″N 28°09′56″E / 47.254537°N 28.165461°E | vezi mai multe |
| Izvorul lui Suvorov                              | CS    | vâlceaua de la 1,5 km nord-vest de satul Hagimus                                                                     | Primăria satului Hagimus                   | 0,5 ha          | 46°46′11″N 29°28′15″E / 46.769659°N 29.470732°E | vezi mai multe |
| Izvoarele minerale din satul Onițcani            | CR    | satul Onițcani și valea râului Rădi                                                                                  | Primăria satului Onițcani                  | 1,5 sau 1,02 ha | 47°09′44″N 29°02′22″E / 47.162125°N 29.039416°E | vezi mai multe |
| Izvorul din satul Horodiște                      | DN    | la est de satul Horodiște                                                                                            | SRL „Lacul albastru”                       | 5 sau 5,5 ha    | 48°15′59″N 27°49′20″E / 48.266481°N 27.822318°E |                |
| Izvorul din satul Plop                           | DN    | partea centrală a satului Plop                                                                                       | Primăria satului Plop                      | 2 sau 2,22 ha   | 48°15′24″N 27°42′17″E / 48.25671°N 27.704613°E  | vezi mai multe |
| Izvorul din satul Fîntînița                      | DN    | partea de sud-est a satului Fîntînița                                                                                | Primăria comunei Fîntînița                 | 2 ha            | 48°06′19″N 27°41′51″E / 48.105254°N 27.697493°E |                |
| Izvorul din satul Mîndîc                         | DN    | partea de nord a satului Mîndîc, pe malul stâng al râului Cubolta                                                    | Primăria satului Mîndîc                    | 0,5 sau 0,07 ha | 48°09′28″N 27°47′16″E / 48.157751°N 27.787793°E |                |
| Izvoarele din satul Cotova                       | DR    | satul Cotova, de-a lungul albiei râului Căinari                                                                      | Primăria satului Cotova                    | 6 sau 3,66 ha   | 48°09′38″N 27°57′10″E / 48.160462°N 27.952795°E | vezi mai multe |
| Havuzul Mare                                     | DB    | partea de sud a orașului Dubăsari                                                                                    | Primăria orașului Dubăsari                 | 1 ha            | 47°15′11″N 29°09′26″E / 47.253137°N 29.157282°E |                |
| Izvorul din satul Nemțeni                        | HN    | la nord de satul Nemțeni                                                                                             | Primăria satului Nemțeni                   | 0,5 ha          | 46°55′22″N 28°06′56″E / 46.922876°N 28.115564°E | vezi mai multe |
| Izvorul de lângă stația de cale ferată Naslavcea | OC    | în preajma stației de cale ferată Naslavcea                                                                          | Primăria satului Naslavcea                 | 0,5 ha          | 48°26′09″N 27°34′30″E / 48.43584°N 27.574954°E  |                |
| Izvorul din satul Codreni                        | OC    | la vest de biserica din satul Codreni                                                                                | Primăria comunei Vălcineț                  | 1 sau 0,56 ha   | 48°25′49″N 27°43′20″E / 48.430187°N 27.722266°E | vezi mai multe |
| Izvorul din satul Cucuruzeni                     | OR    | pe malul drept al râului Cogâlnic, în partea de sud a satului Cucuruzeni                                             | Primăria comunei Cucuruzeni                | 0,5 sau 0,28 ha | 47°28′51″N 28°43′41″E / 47.480857°N 28.727985°E | vezi mai multe |
| Izvorul din satul Izvoare                        | OR    | partea de sud a satului Izvoare, în lunca pârâului Drăghinici                                                        | Primăria comunei Pohrebeni                 | 0,5 ha          | 47°33′00″N 28°57′39″E / 47.549898°N 28.960771°E | vezi mai multe |
| Izvorul din satul Jeloboc                        | OR    | la 1 km sud-est de satul Jeloboc                                                                                     | Primăria satului Piatra                    | 10 ha           | 47°21′55″N 28°55′24″E / 47.365211°N 28.923247°E | vezi mai multe |
| Izvoarele din satul Horodiște                    | RZ    | regiunile de sud, sud-est și vest ale satului Horodiște                                                              | Primăria comunei Horodiște                 | 1,5 sau 0,46 ha | 47°36′47″N 28°56′39″E / 47.612969°N 28.944125°E | vezi mai multe |
| Izvoarele din satul Molochișul Mare              | RB    | satul Molochișul Mare                                                                                                | Întreprinderea Agricolă „Krasnîi Octeabri” | 1 ha            | 47°51′32″N 29°03′26″E / 47.858818°N 29.057185°E |                |
| Izvorul din satul Stroiești                      | RB    | satul Stroiești | Întreprinderea Agricolă „Iskra”            | 1 ha            | 47°53′09″N 28°56′11″E / 47.88583°N 28.936412°E  | vezi mai multe |
| Ecosistemul acvatic „La Moară”                   | RS    | la vest de satul Recea                                                                                               | Primăria satului Recea                     | 42 ha           | 47°53′14″N 27°40′06″E / 47.887352°N 27.66837°E  | vezi mai multe |
| Rezervorul de apă de pe râul Ciuluc              | SG    | la 1,5 km est de satul Mihailovca                                                                                    | Primăria comunei Prepelița                 | 8,6 sau 56,3 ha | 47°35′20″N 28°16′59″E / 47.588993°N 28.2831°E   | vezi mai multe |
| Izvoarele din satul Vărăncău                     | SR    | satul Vărăncău | Primăria comunei Vărăncău                  | 2 sau 0,52 ha   | 48°03′57″N 28°30′32″E / 48.065871°N 28.508819°E |                |
| Izvorul Cărăușilor                               | SD    | panta dreaptă a râulețului Cușmirca, în partea de sud a satului Climăuții de Jos                                     | Primăria comunei Climăuții de Jos          | 0,5 sau 0,06 ha | 47°56′33″N 28°48′00″E / 47.942633°N 28.799967°E | vezi mai multe |
| Izvorul din preajma satului Zahorna              | SD    | vâlceaua din vestul satului Zahorna                                                                                  | Primăria comunei Dobrușa                   | 1 sau 0,15 ha   | 47°47′42″N 28°32′46″E / 47.795016°N 28.546244°E |                |
| Izvorul din satul Sămășcani                      | SD    | valea satului Sămășcani, în partea de est a acestuia                                                                 | Primăria satului Sămășcani                 | 1,5 sau 0,09 ha | 47°45′17″N 28°42′06″E / 47.754844°N 28.701755°E | vezi mai multe |
| Izvorul din satul Copceac                        | GE    | vâlceaua de la marginea satului Copceac                                                                              | Primăria satului Copceac                   | 1,5 ha          | 45°50′37″N 28°42′02″E / 45.843695°N 28.700553°E |                |
| Izvoarele din satul Ordășei                      | TL    | coasta stângă a râului Răut, satul Ordășei                                                                           | Primăria satului Ordășei                   | 1,2 ha          | 47°41′20″N 28°29′49″E / 47.688772°N 28.497065°E | vezi mai multe |
| Izvor – havuz                                    | TG    | centrul satului Proteagailovca                                                                                       | Primăria municipiului Bender               | 1 ha            | 46°49′49″N 29°25′35″E / 46.83035°N 29.426256°E  | vezi mai multe |

## Amplasare

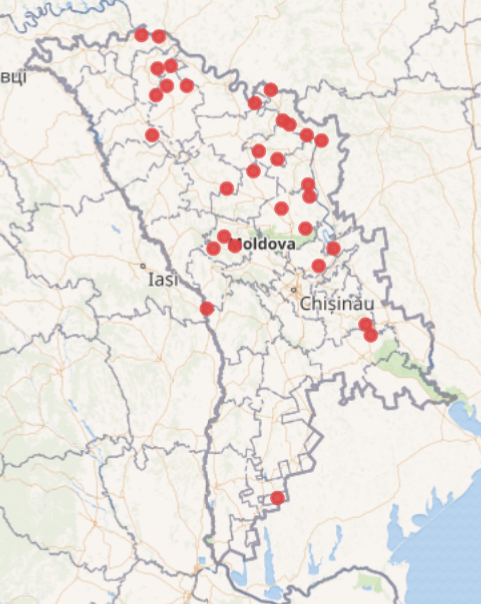
Repartizarea monumentelor hidrologice pe harta țării

Cele 31 de monumente hidrologice sunt dislocate pe întreg teritoriul țării, în 19 unități administrativ-teritoriale ale Republicii Moldova. Majoritatea — 29 din ele — sunt izvoare, dintre care două sunt cu apă minerală, iar altele două sunt izvoare-havuz. Celelalte două obiective protejate sunt un ecosistem acvatic și un rezervor de apă. Unele arii protejate includ mai multe obiecte, până la șapte în cazul izvoarelor din Horodiște, Rezina.
Au o suprafață totală de 99,8 ha. Majoritatea sunt cu suprafață mică (aproximativ 0,5-2 ha). Ariile cu mai multe obiecte protejate au suprafețe mai mari (5-10 ha), iar ecosistemul acvatic „La Moară” se întinde pe o suprafață de 42 ha — aproape jumătate din suprafața totală.

## Clasificare

### Particularități fizice
Conform clasificării izvoarelor după situația geologică, majoritatea monumentelor hidrologice sunt descendente de strat, de terasă, de vale, de luncă sau din roci compacte. După temperatura apei, toate izvoarele au apă rece. După gradul de mineralizare, majoritatea sunt oligominerale (până la 500 mg/l săruri); doar două izvoare — unul din Onițcani și al doilea din Hîrjauca — furnizează apă minerală, aceasta având și proprietăți curative.
Debitul apei variază de la câțiva litri pe minut până la câteva sute de tone pe oră. Cel mai mare debit este înregistrat la izvorul Jeloboc de lângă Orhei (260 m3/oră). Se remarcă și izvoarele din Codreni, Horodiște, Plop, Cucuruzeni, Sămășcani, Vălcineț, Copceac.

### Proprietăți chimice
Calitatea apelor subterane depinde de structura geologică a straturilor traversate și de factorii hidrodinamici. Aflându-se sub pământ, apa are parametri relativ constanți, dar aceștia se schimbă odată ajunsă apa la suprafață, din cauza poluării solului și a apei. Astfel, apa din depunerile atmosferice și cea provenită din irigare transportă spre acviferul subteran substanțe precum săruri solubile, pesticide, îngrășăminte etc. și îl afectează în măsura în care o permit caracteristicile mediului poros din zona de pătrundere spre pânza de apă. De aceea, componența chimică a apei din monumentele hidrologice variază în funcție de poluare și particularitățile geologice ale zonei.
După conținutul sărurilor dizolvate, al ionilor de clor, al sulfaților și nitraților, cât și după nivelul pH, apa din monumentele hidrologice de obicei corespunde normativului de apă potabilă. Unele surse de apă, precum izvoarele din Ordășei, au o concentrație ridicată de ioni de NO3-, altele au apă dură sau un grad ridicat de mineralizare.

## Statut de protecție

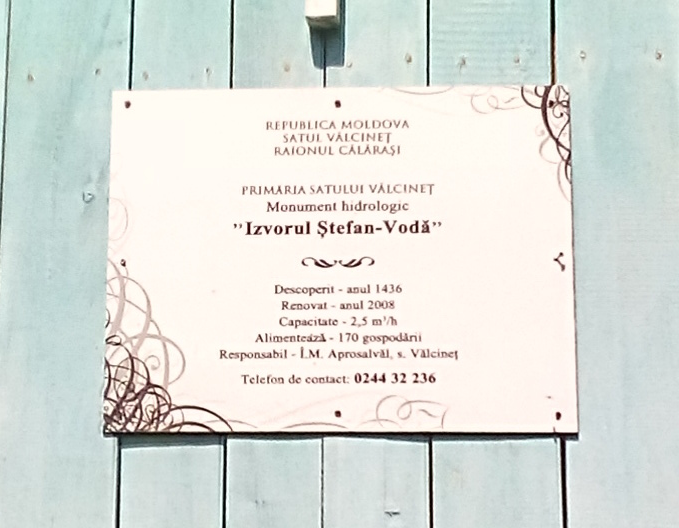
Panou informativ instalat deasupra izvorului lui Ștefan cel Mare din Vălcineț

Lista monumentelor naturii de tip hidrologic a fost oficializată prin publicarea Legii nr. 1538-XIII din 25 februarie 1998 privind fondul ariilor naturale protejate de stat în art. 442 din Monitorul Oficial nr. 66-68, la 16 iulie 1998. Până în 2019, legea a avut 20 de modificări, majoritatea de terminologie, care nu au afectat lista monumentelor hidrologice. Conform acestei legi, monumentele hidrologice includ lacuri și alte bazine acvatice, izvoare, râuri, albii vechi și alte obiecte unice sau reprezentative din punct de vedere hidrologic.
Importanța deosebită a acestor obiecte protejate, valoarea lor științifică și necesitatea măsurilor de protecție sunt subliniate în mai multe lucrări enciclopedice de mediu. Doar câteva au fost recent restaurate și amenajate (precum cele din Plop, Fîntînița, Jeloboc, Cotova), restul aflându-se într-o stare nesatisfăcătoare. Majoritatea monumentelor hidrologice sunt lipsite de panouri informative. Este recomandată întreprinderea unei serii de măsuri pentru ameliorarea situației ecologice a acestor arii protejate: amenajarea teritoriului adiacent zonei protejate, inclusiv prin sădirea de copaci, lichidarea gunoiștilor, interzicerea pășunatului etc.

Izvoare amenajate
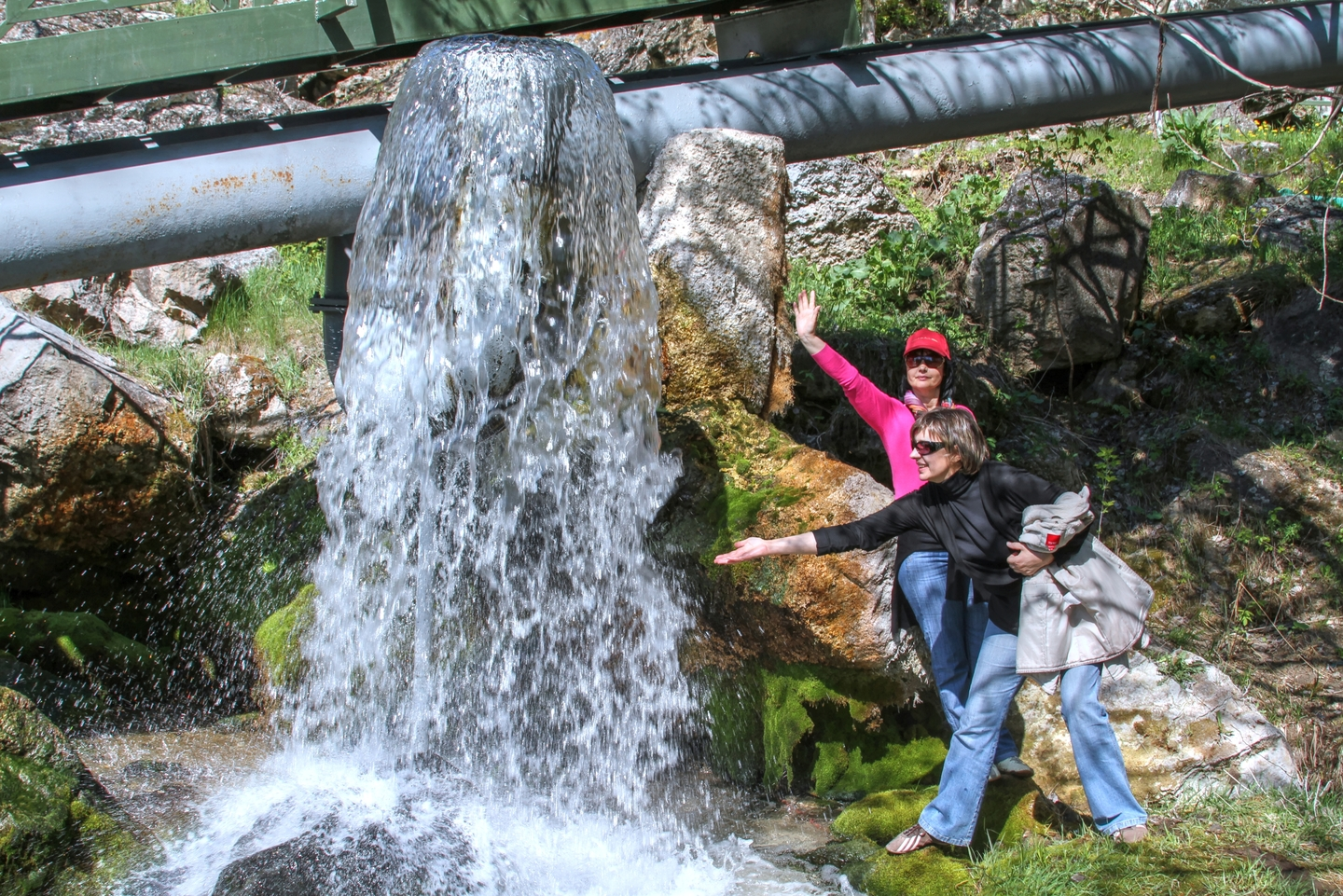
Surplusul de apă de la izvorul Jeloboc
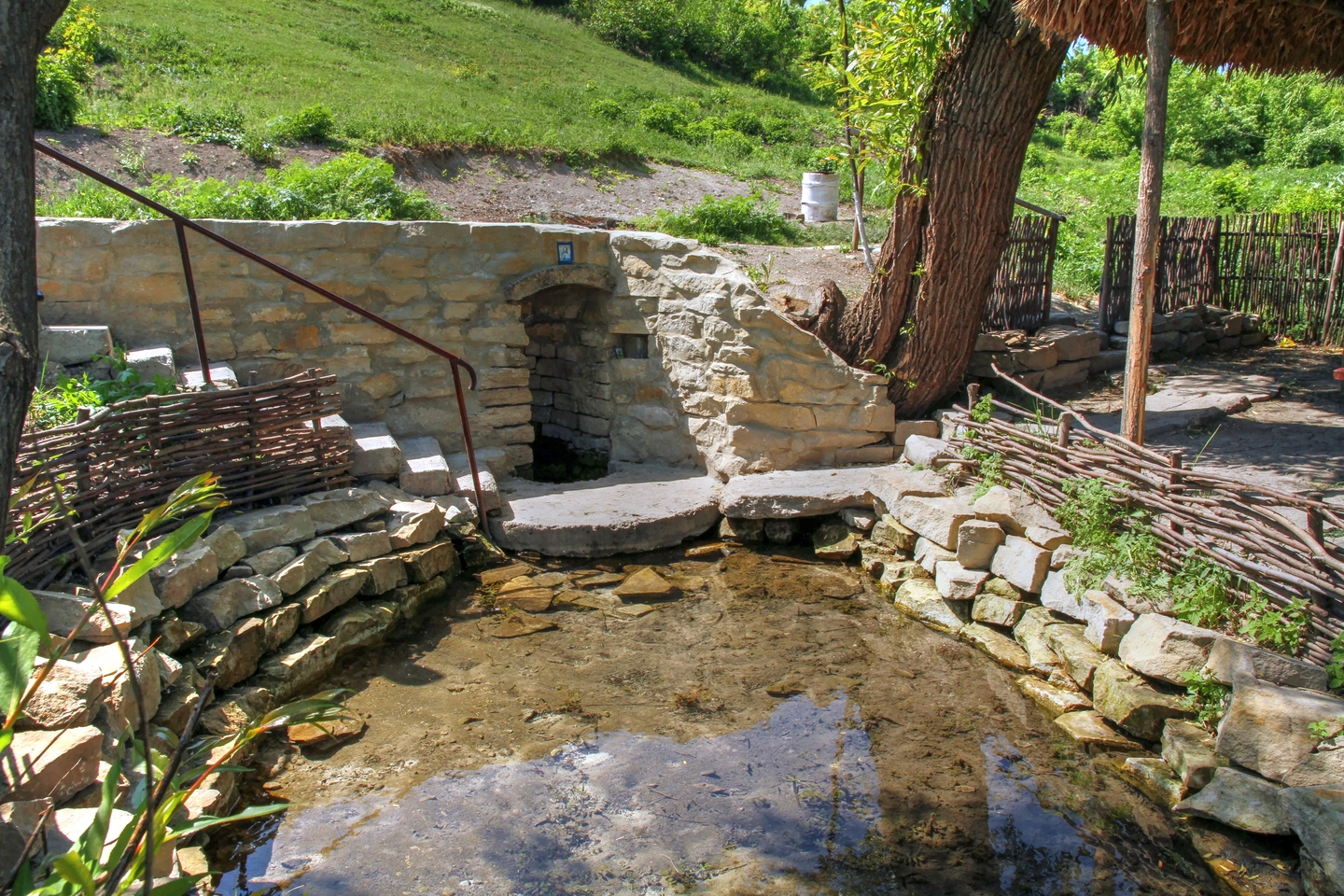
Izvorul din Plop
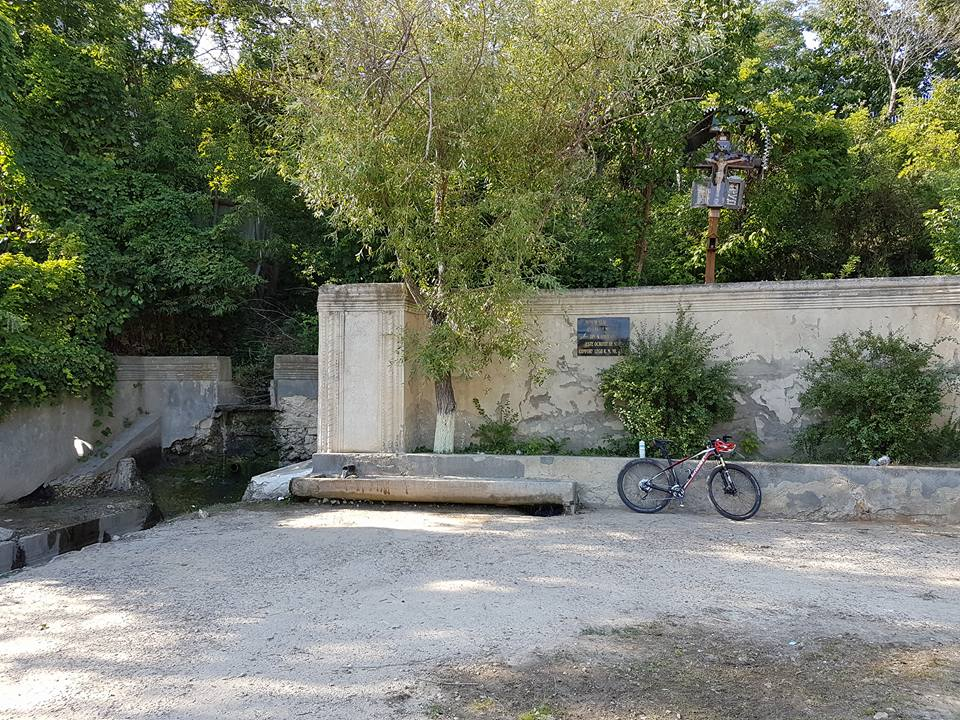
Izvorul „Putna” din Onițcani
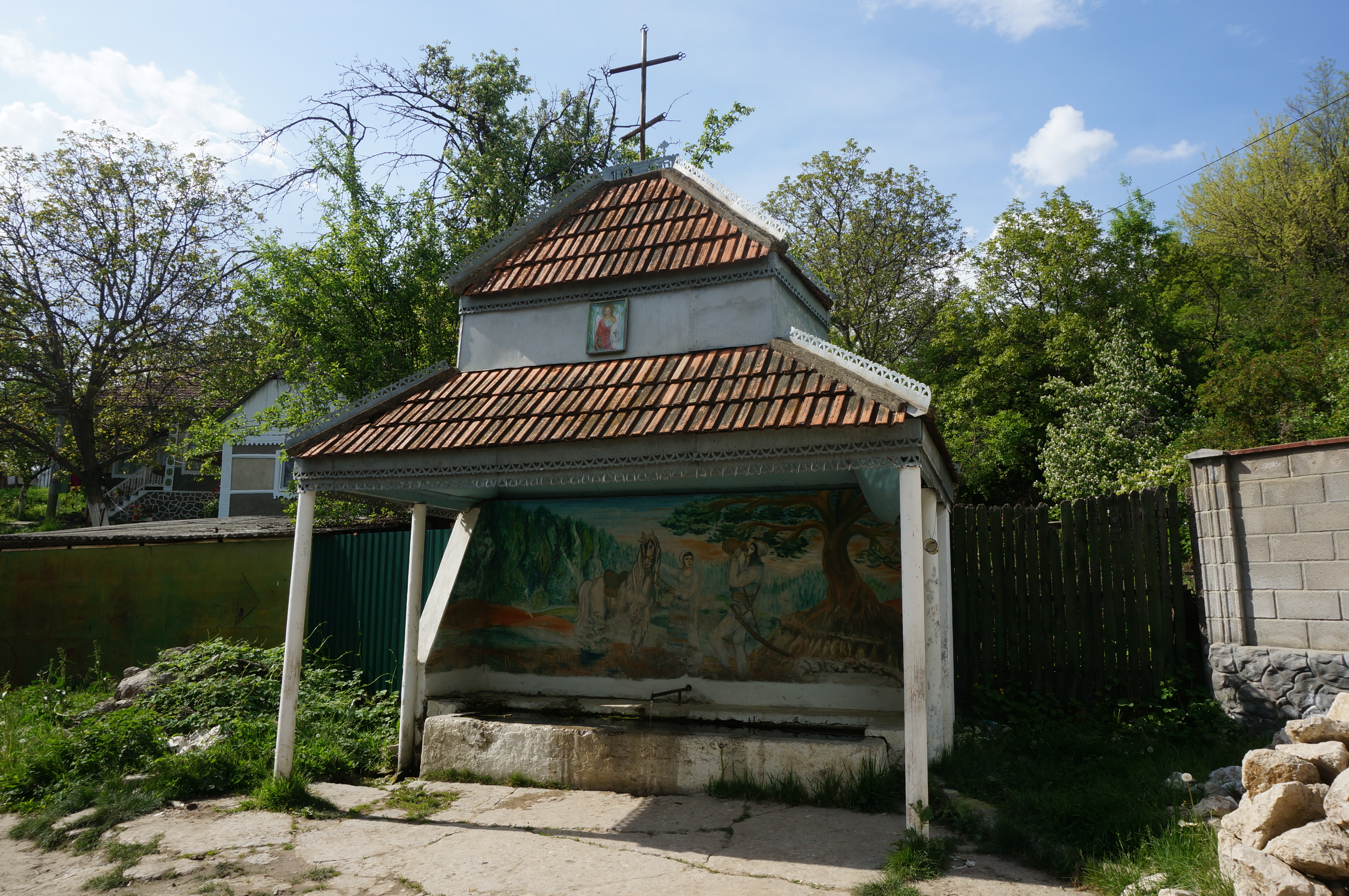
Izvorul nr. 2 din Nișcani
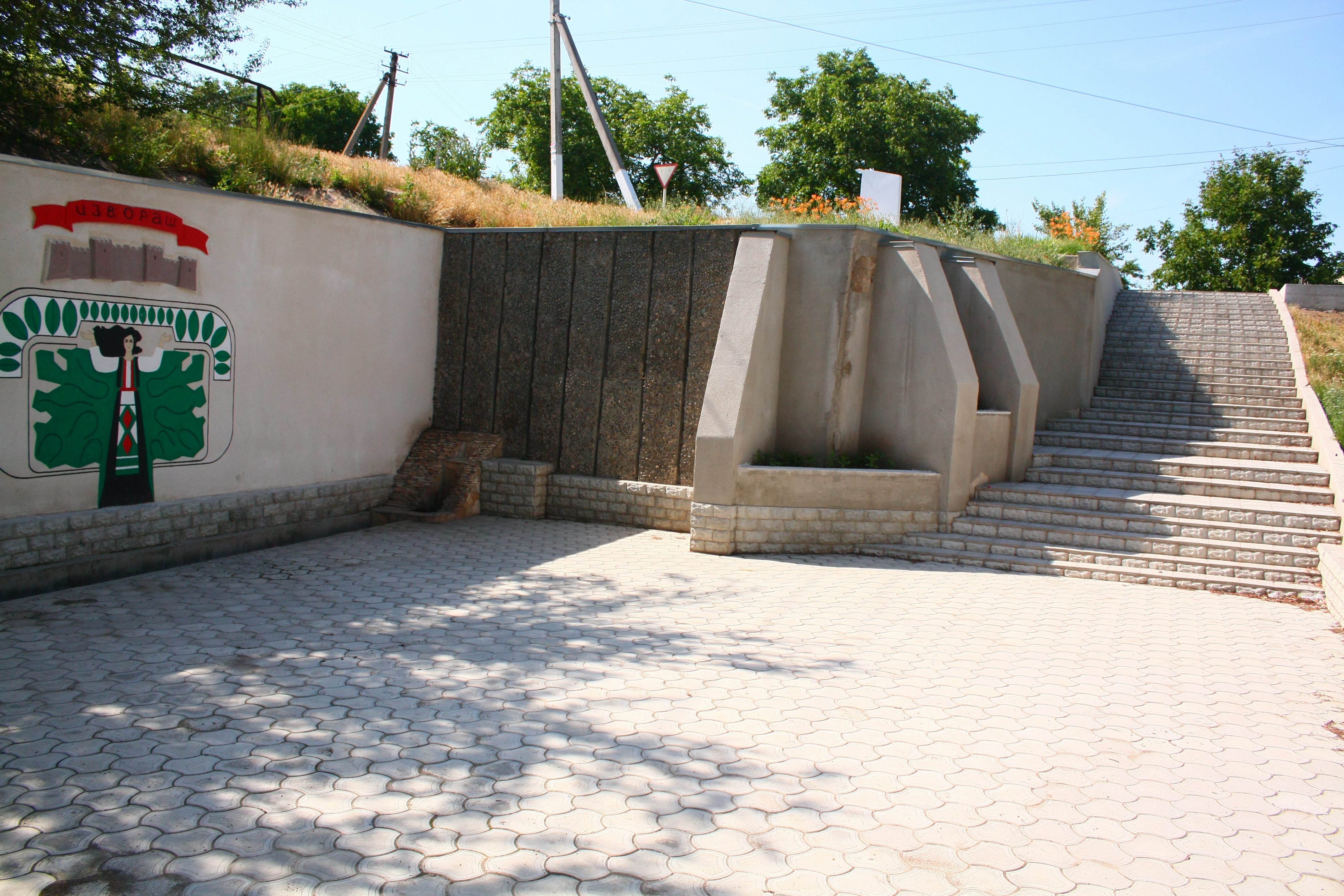
Izvorul-havuz din Proteagailovca (stânga Nistrului)